# Coulee Dam (Washington)
Coulee Dam es un pueblo ubicado en los condados de Douglas, Grant y Okanogan en el estado estadounidense de Washington. En el año 2000 tenía una población de 1.044 habitantes y una densidad poblacional de 591,7 personas por km².

## Geografía
Coulee Dam se encuentra ubicada en las coordenadas 47°58′6″N 118°58′41″O / 47.96833, -118.97806.

## Demografía
Según la Oficina del Censo en 2000 los ingresos medios por hogar en la localidad eran de $37.391, y los ingresos medios por familia eran $45.066. Los hombres tenían unos ingresos medios de $38.000 frente a los $22.500 para las mujeres. La renta per cápita para la localidad era de $18.791. Alrededor del 9,8% de la población estaban por debajo del umbral de pobreza.